# Cyllopus magellanicus
Cyllopus magellanicus is een vlokreeftensoort uit de familie van de Cyllopodidae. De wetenschappelijke naam van de soort is voor het eerst geldig gepubliceerd in 1853 door Dana.